# Wapen van Oudebildtzijl

Wapen van Oudebildtzijl

Het wapen van Oudebildtzijl is het dorpswapen van het Nederlandse dorp Oudebildtzijl, in de Friese gemeente Waadhoeke. Het wapen werd in de huidige vorm in 2010 geregistreerd.

## Geschiedenis
Het wapen van Oudebildtzijl is overgeleverd in een rijmpje: "In dissel met in byl, is ’t wapen fan Ouwe Syl" (Een dissel met een bijl, is het wapen van Oude Zijl). Een eerdere versie van het wapen had echter een zwarte schildkleur.

## Beschrijving
De blazoenering van het wapen in het Fries luidt als volgt:
kepersgewiis trochsnien yn trije stikken grien, sulver en read, oer alles hinne in dissel mei de stâle nei ûnderen en in bile mei de stâle omheech; de dissel van goud yn it grien en it read en fan grien yn it sulver; de bile fan goud yn it grien en it read en fan read yn it sulver.
De Nederlandse vertaling luidt als volgt: 
kepersgewijs doorsneden in drie stukken groen, zilver en rood, over alles heen een dissel met de steel naar onderen en een bijl met de steel omhoog; de dissel van goud in het groen en het rood en van groen in het zilver; de bijl van goud in het groen en het rood en van rood in het zilver.
De heraldische kleuren zijn: sinopel (groen), zilver (zilver), keel (rood) en goud (goud).

## Symboliek
- Dissel en bijl: ontleend aan een rijmpje over het wapen.[2]
- Keper: verwijst naar de zijl die in het dorp gelegen was.[2]

Kleurstelling: overgenomen van de vlag van Oudebildtzijl die reeds langer bekend is.